# Omobranchus rotundiceps
Omobranchus rotundiceps és una espècie de peix de la família dels blènnids i de l'ordre dels perciformes.

## Reproducció
És ovípar.

## Hàbitat
És un peix marí de clima tropical i associat als esculls de corall.

## Distribució geogràfica
Es troba a Queensland (Austràlia).